# Юнцево (Куявсько-Поморське воєводство)
Юнцево (пол. Juncewo, нім. Junkers) — село в Польщі, у гміні Яновець-Велькопольський Жнінського повіту Куявсько-Поморського воєводства.
Населення — 397 осіб (2011).
У 1975-1998 роках село належало до Бидгощського воєводства.

## Демографія
Демографічна структура станом на 31 березня 2011 року:
|          | Загалом | Допрацездатний вік | Працездатний вік | Постпрацездатний вік |
| -------- | ------- | ------------------ | ---------------- | -------------------- |
| Чоловіки | 195     | 37                 | 146              | 12                   |
| Жінки    | 202     | 34                 | 121              | 47                   |
| Разом    | 397     | 71                 | 267              | 59                   |